# Tutteova věta
Tutteho věta v matematické teorii grafů charakterizuje grafy s perfektním párováním. Je pojmenována po Williamu Thomasovi Tutteovi. Jedná se o zobecnění Hallovy věty.

## Znění
Graf {\displaystyle G=\left(V,E\right)} má perfektní párování právě tehdy, když pro každou podmnožinu vrcholů {\displaystyle U\subseteq V} platí, že počet komponent souvislosti s lichým počtem vrcholů v indukovaném podgrafu {\displaystyle G'=\left(V\setminus U,E\right)} je menší nebo roven kardinalitě {\displaystyle U}.

## Důkaz

### Implikace "doprava"
Vyberme si nějakou podmnožinu vrcholů {\displaystyle U} a odstraňme ji z {\displaystyle G} spolu se všemi hranami, které mají alespoň jeden konec v {\displaystyle U}.
Nyní se podívejme na všechny vzniklé komponenty souvislosti s lichým počtem vrcholů. Jelikož před odebráním {\displaystyle U} měl {\displaystyle G} perfektní párování, musela z každé této komponenty vést alespoň jedna hrana k nějakému vrcholu v {\displaystyle U} (zřejmé z definice perfektního párování). A protože v párování musíme propojit vždy právě dva vrcholy, musí {\displaystyle U} obsahovat alespoň tolik vrcholů, kolik existuje lichých komponent (všimněte si, že počítáme jenom s hranami obsaženými v nějakém perfektním párování - jiné nás nezajímají).

Čímž máme první část důkazu za sebou, neboť pro {\displaystyle K} - počet lichých komponent podgrafu {\displaystyle G'\left(V\setminus U,E\right)} vztah {\displaystyle K\leq |U|} zřejmě musí platit.